# Oscar Rodrigues da Costa
Oscar Rodrigues da Costa foi um dirigente esportivo brasileiro, presidente da Confederação Brasileira de Futebol entre os anos de 1924 e 1927, o 7.º a assumir o cargo. Participou da inauguração do Estádio São Januário em 21 de abril de 1927 e deu o pontapé inicial para o início da 1.ª partida ocorrida no estádio, Vasco contra Santos, vencida pelo clube paulista por 5–3.